# Toronobia hirsutae
Toronobia hirsutae är en spindeldjursart som beskrevs av Meyer 1987. Toronobia hirsutae ingår i släktet Toronobia och familjen Tetranychidae. Inga underarter finns listade i Catalogue of Life.